# Велчево (Великотирновська область)
Ве́лчево (болг. Велчево) — село у Великотирновській області Болгарії. Входить до складу общини Велико-Тирново.

## Населення
За даними перепису населення 2011 року у селі проживали 118 осіб, з них 72 особи (96,0%) — болгари.
Розподіл населення за віком у 2011 році:
Динаміка населення: